# Neal Casal
Pour les articles homonymes, voir Casal.
Neal Casal (né le 2 novembre 1968 à Denville dans le New Jersey et mort le 26 août 2019, est un chanteur, guitariste et compositeur américain.

## Biographie
Très tôt fasciné par la musique rock (avec la découverte des Rolling Stones), Neal Casal passe son enfance à voyager aux quatre coins du pays pour des raisons familiales ; c'est peut-être de ce déracinement incessant que lui viendra cette culture de la route et des grands espaces, si fortement ancrée dans la musique « roots » américaine, qu'il s'appropriera totalement.

### Carrière
Neal Casal est spécialiste de l'« americana » (courant musical né dans les années 1990, revisitant et puisant son âme et son essence dans la musique traditionnelle américaine).
Il fonde au début du XXIe siècle le groupe Hazy Malaze, formation de musique soul, de funk et de rock n'roll. Il joue également dans le groupe de Ryan Adams appelé The Cardinals.

### Mort
Neal Casal se suicide par pendaison le 26 août 2019, à l'âge de 50 ans,.

## Discographie

### Albums solos
- Fade Away Diamond Time (Glitterhouse, 1995)
- Rain, Wind And Speed (Fargo, 1996)
- Field Recordings (Glitterhouse, 1997)
- The Sun Rises Here (Fargo, 1998)
- Black River Sides (avec Kenny Roby, 1999)
- Anytime Tomorrow (Fargo, 2000)
- Ran on Pure Lightning (avec Shannon Mc Nally, 2002)
- Basement Dreams (Fargo, 2002)
- Maybe California (anthologie, Fargo, 2003)
- Return In Kind (covers, Fargo, 2004)
- No Wish To Reminisce (Fargo, 2006)
- All Directions (Fargo, 2007)
- Roots & Wings (Fargo, 2009)
- Sweeten The Distance (Fargo, 2011)

### Avec Blackfoot
- Medicine Man (Music for Nations, 1990)

### Avec Hazy Malaze
- Hazy Malaze (Fargo, 2003)
- Blackout Love (Fargo. 2005)
- Connections (Fargo, 2009)
- Rain, wind and Speed (Fargo 2010)

### Avec Ryan Adams & The Cardinals
- Easy Tiger (Mercury Records 2007)
- Follow The Lights, EP (Mercury Records 2007)
- Cardinology (Mercury Records 2008)